# Ględy (gmina Łukta)
Ględy (niem. Gallinden, Galinden) – wieś w Polsce, położona w województwie warmińsko-mazurskim, w powiecie ostródzkim, w gminie Łukta. W latach 1975–1998 miejscowość administracyjnie należała do województwa olsztyńskiego. Miejscowość leży w historycznym regionie Prus Górnych. Przez miejscowość przebiega droga powiatowa nr 1203N: Wilnowo–Mostkowo–Jonkowo–Gutkowo. 
Na terenie wsi znajduje się wpisany do rejestru zabytków cmentarz ewangelicki o powierzchni 0,36 ha. Nazwa wsi wywodzi się z języka pruskiego, gdzie oznacza kres, koniec (Galindia to także nazwa ziemi zamieszkanej przez pruskie plemię Galindów).

## Historia
Wieś lokowana w 1348 r. na 20 włókach (wg innego źródła 25 włók z pięcioma latam wolnizny) w lesie zwanym Sanagais (Święty Gaj). Nadanie otrzymali Prusowie: Bandule, Glabune, Narune, Noke, Sentey i Swayprote. W czasie wojny polsko-krzyżackiej (1409-1411) wieś została zniszczona, a straty wyceniono na tysiąc marek. W tym czasie Ględy podlegały pod komornictwo w Łukcie. Pszczelarz z Ględ posiadał we wsi 11 starych i 5 nowych barci dostarczał miód na potrzeby Zakonu. Bartnikowi z Ględ podporządkowani byli wszyscy bartnicy z okolicznych lasów. Na początku XVI w. w wyniku epidemii zmarły wszystkie pruskie rodziny we wsi a ziemia leżała odłogiem. W 1590 r. czterech wolnych z Olsztynka zgłosiło chęć zasiedlenia opuszczonej wsi, która była położona między Mostkowem, Kojdami i Kozią Górą i obejmowała obszar 40 włók. W 1592 r. czterech wolnych kupiło ziemię w Ględach. W 1645 r. w Ględach było ośmiu wolnych na prawie pruskim. W tym czasie do wsi należały 24 włóki i cztery morgi. Według danych z kronik w 1689 r. budynek mieszkalny w Ględach kosztował 150 marek.
W 1714 r. Ględy były wsią folwarczną. W 1717 we wsi było 7. chłopów. W 1789 r. we wsi było 20 domów. W 1812 r., w wyniku przemarszu wojsk napoleońskich aż 18 gospodarzy poniosło znaczne straty. W 1820 r. we wsi było 28 domów i 131 mieszkańców. W 1861 r. w Ględach mieszkało 337 ludzi. Dwadzieścia lat później, w 1880 r. we wsi było już 481 mieszkańców.
W 1925 r. do wsi należało 434 ha ziemi, było tu 101 gospodarstw i 400 mieszkańców. W 1939 r. we wsi było 290 mieszkańców.